# Burchard z Wormsu
Burchard von Worms (okolo roku 965 – 20. srpna 1025) byl biskup ve Wormsu a církevní právník. Během jeho biskupského působení byla započata novostavba wormského dómu.

## Dílo
- Burchardi episcopi Wormatiensis Decretorum Libri Viginti, ed. J.P. Migne, PL 140, Col. 537-1066. (Digitální verze)
- Decretorum Libri XX, ed. Gérard Fransen und Theo Kölzer, Burchard von Worms, Decretorum Libri XX, reprint Editio Princeps Köln 1548 (1992).
- Lex familiae Wormatiensis ecclesiae, Monumenta Germaniae Historica Const. 1 (ed. Ludwig Weiland, 1893), 438, s. 639-644 (Digitalisat); Lorenz Weinrich (Hrsg.): Quellen zur Verfassungs-, Wirtschafts- und Sozialgeschichte (Freiherr vom-Stein-Gedächtnisausgabe 32, 1977) 23, S. 88/89-104/105 (latinský text s německým překladem).
- Opera omnia. Brepols, Turnholt 1970 (Reprint vydání v Paříži r. 1853).